# Droga nr 7188 (Izrael)
Droga lokalna nr 7188 (hebr. 7188 כביש) – jest drogą lokalną położoną w Dolnej Galilei, na północy Izraela. Biegnie ona z kibucu Geszer do wioski Menachemja.

## Przebieg
Droga nr 7188 przebiega przez Samorząd Regionu Emek ha-Majanot w Poddystrykcie Jezreel Dystryktu Północnego Izraela. Biegnie południkowo z południa na północ, od kibucu Geszer przez wioskę Menachemja do Wyspy Pokoju i Naharajim.
Swój początek bierze na skrzyżowaniu z drogą nr 90 przy kibucu Geszer w depresji Doliny Jordanu. Omija kibuc od strony zachodniej, a następnie kieruje się w kierunku północno-zachodnim i wspina się z poziomu 220 metrów p.p.m. na wysokość 40 metrów n.p.m. na wschodniej krawędzi płaskowyżu Wyżyny Sirin. Znajdują się tutaj przygraniczne punkty obserwacyjne Sił Obronnych Izraela, a w kierunku zachodnim odchodzi lokalna droga prowadząca do położonych w pobliżu pól uprawnych. Natomiast droga nr 7188 wykręca w kierunku północno-wschodnim i zjeżdża na poziom 200 metrów p.p.m. do depresji Doliny Jordanu. Znajduje się tutaj skrzyżowanie z lokalną drogą, prowadzącą do położonej na północy wioski Menachemja. Dalej droga kieruje się na zachód i dociera do skrzyżowania z drogą nr 90, którą przecina i prowadzi dalej na wschodnią stronę rzeki Jordan w Dolinie Kinaret. Kieruje się tutaj na południowy wschód do Wyspy Pokoju i Naharajim, gdzie kończy swój bieg.